# خط ثلث

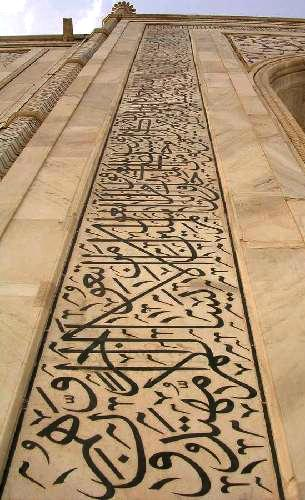
کتیبه ثلث در تاج محل هندوستان به خط امانت خان شیرازی

خط ثُلث یکی از شیوه‌های بسیار مهم در خوشنویسی اسلامی و یکی از خطوط ششگانه است و ابداع آن را به ابوعلی بن مقله بیضاوی شیرازی (معروف به ابن مقله) که در قرن سوم هجری می‌زیست نسبت می‌دهند.
خط ثلث با ساختاری ایستا و موقر، بیشتر در تزئین کتاب‌ها و کتیبه‌ها به‌کار رفته‌است. تکامل تدریجی ثلث به عنوان خطی تزئینی توسط ابن مقله، ابن‌بواب و یاقوت مستعصمی شکل گرفت. ابن‌بواب زیبایی و ظرافت را با خط ثلث همراه کرد. خط ثلث در ایران برای نوشتن عنوان سوره‌های قرآن کریم، پشت جلدنویسی، سرلوحه‌ها، و بخصوص در کتیبه‌ها و کاشی‌کاری‌ها به‌کار رفته‌است و هنوز نیز رایج است.

## تاریخچه

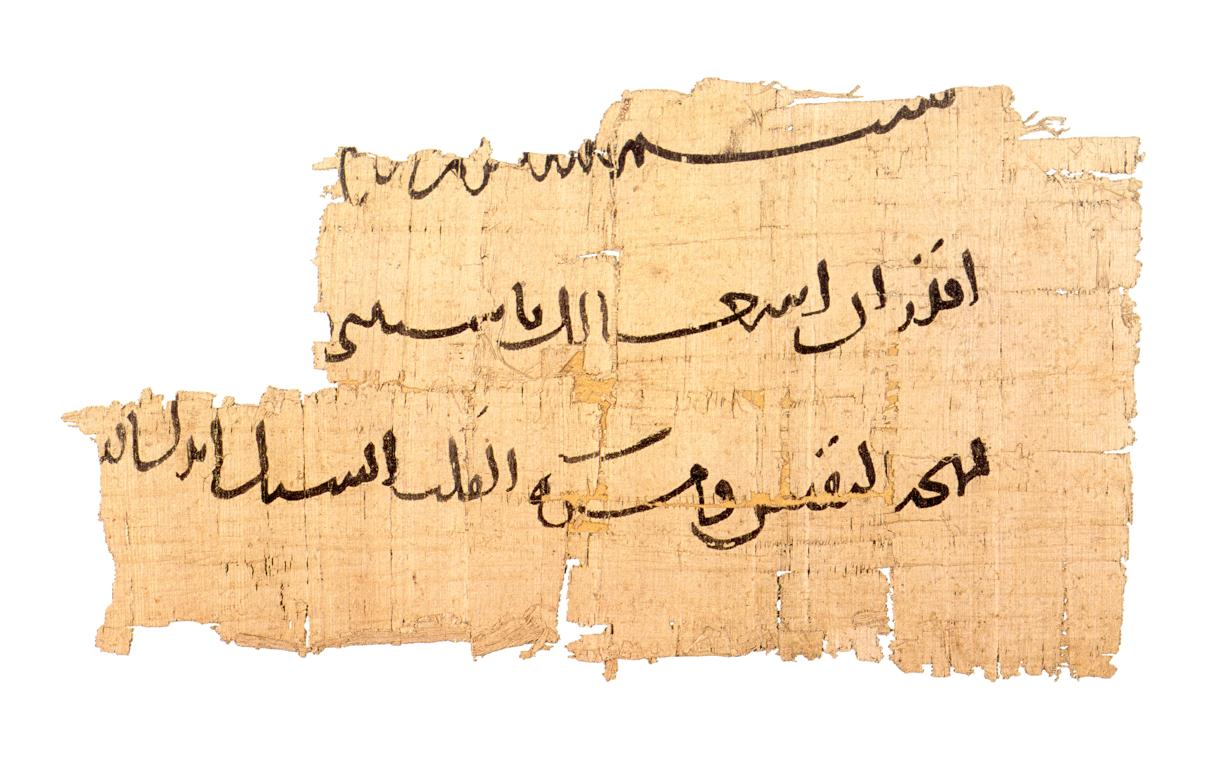
ثلث اولیه به خط ابن مقله

برخی معتقدند که ثلث خطی است که از خط کوفی استخراج شده و برخی معتقدند پیشینهٔ خط ثلث به خط جلیل، که خود منبعث از خط‌های نبطی و مُسْنَد بود، بازمی‌گردد و سابقه آن را به خط‌های ثلثین، خط طومار و خط نصف مرتبط دانسته‌اند.
دربارهٔ نخستین واضع خط ثلث اتفاق نظر وجود ندارد. ابن ندیم، قُطْبة مُحَرِّر کاتب معروف اواخر عصر اموی، را واضع خط ثلث دانسته‌است. قلقشندی بر آن است که واضع ثلث، ابراهیم شجری (شِحْری، سِجْزی، سگزی)، خطاط مشهور دورهٔ مأمون عباسی بود که آن را از ثلثین اخذ کرد. بعدها، نویسندگان رساله‌های مختلف «آداب الخط»، غالباً ابن مُقْله بیضاوی شیرازی (درگذشتهٔ ۳۲۸) و گاه ابن بواب (درگذشتهٔ ۴۱۳) یا یاقوتِ مُستَعصَمی (درگذشتهٔ ۶۹۸) را واضع خط ثلث معرفی کرده‌اند. این ابهام امروزه نیز در میان محققان باقی‌است، ولی بیشتر بر این باورند که ابن مقله، به عنوان نخستین کسی که خطوط شش گانهٔ اسلامی را قاعده‌مند کرد و در تکامل اولیهٔ این خطوط و به‌ویژه ثلث، تأثیر به‌سزایی داشته‌است و پس از وی ابن بواب و یاقوت مستعصمی بیشترین سهم را در منزه کردن و تکامل این خط به‌خود اختصاص داده‌اند. یاقوت، به‌ویژه تأثیر بسیاری در تکامل این خط داشته‌است. به ویژه پس از او بود که خط ثلث به عنوان خطی تزئینی و شایسته کتیبه‌نگاری تبدیل شد و در این زمینه گوی سبقت را از خط کوفی ربود. یاقوت مستعصمی را به عنوان بزرگترین خوشنویس خط ثلث ستوده‌اند.
ثلث‌نویسان و کتیبه‌نگاران بزرگ صفوی و عثمانی، این خط راه خوشنویسان بغداد و به ویژه یاقوت را دنبال کردند. دورهٔ شکوفایی خط ثلث در ایران، پس از عصر صفوی، بنا به دلایلی مانند رونق خط نستعلیق و هرج و مرج‌های طولانی سیاسی و اجتماعی، سیر نزولی یافت آنچنانکه تا پایان عصر قاجار، فقط یک ثلث‌نویس برجسته (محمدباقر شریف شیرازی) مجال ظهور یافت. اما در عثمانی اهمیت خط ثلث سیر صعودی داشت و آن دیار به‌تدریج به کانون ثلث‌نویسی مبدل گشت. ظهور جمع کثیری از ثلث‌نویسان برجسته در عثمانی، طی قرون نهم تا چهاردهم و کثرت آثار به جا مانده از آنان، که با ابداع شیوه‌های متنوع هنری در نگارش ثلث همراه بود، گویای چنین موقعیت ممتازی است. در سده اخیر، خط ثلث در ایران، عراق، ترکیه، سوریه، لبنان و مصر از اقبال نسبی برخوردار بوده و استادان برجسته‌ای قدم به عرصه نهاده‌اند. شیوه‌های رایج ثلث در این نواحی، به رغم برخی تفاوت‌ها، همان شیوه‌های دورهٔ صفوی و عثمانی است.

## ویژگی‌ها

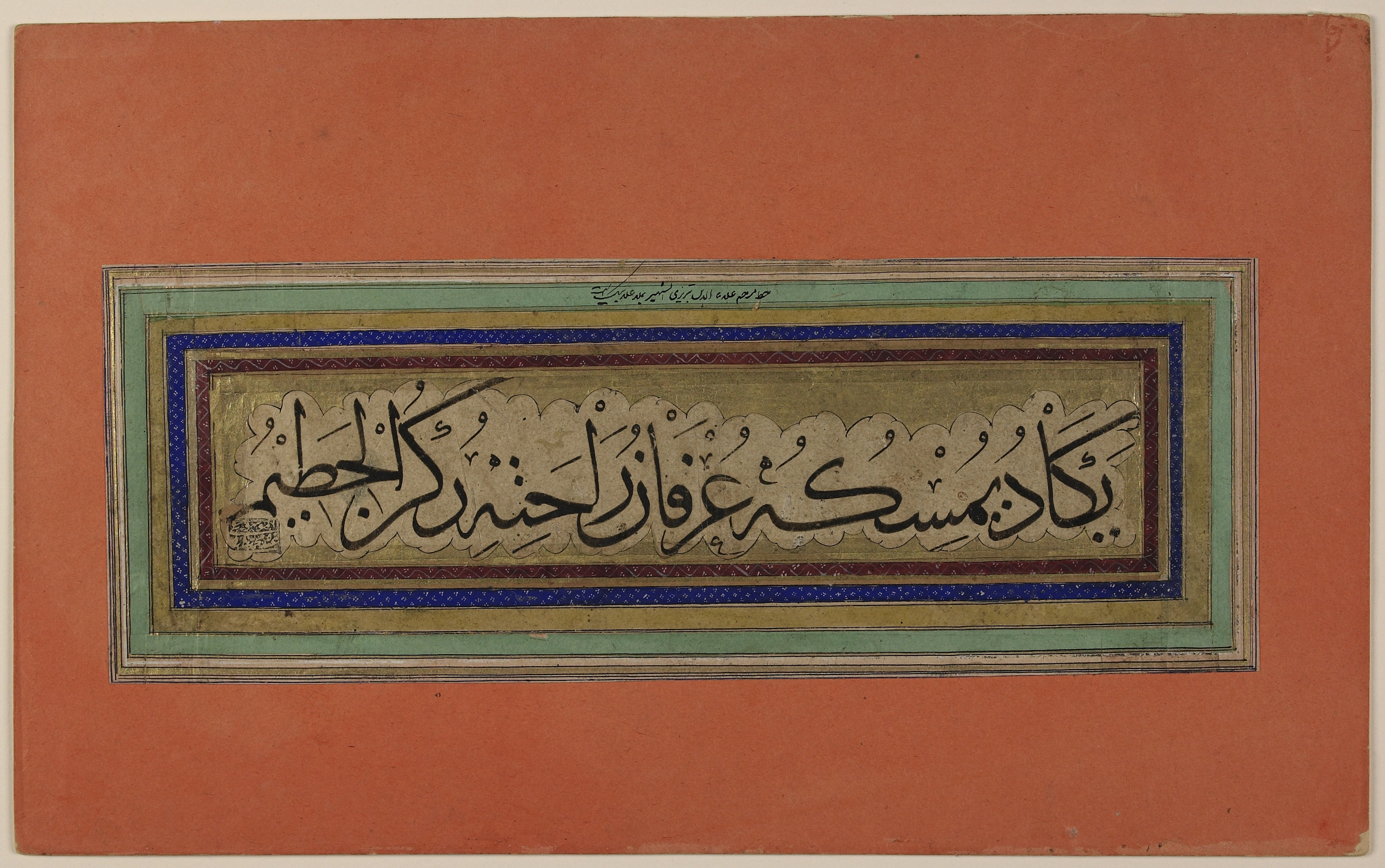
نمونه‌ای از خط ثلث در کاخ گلستان

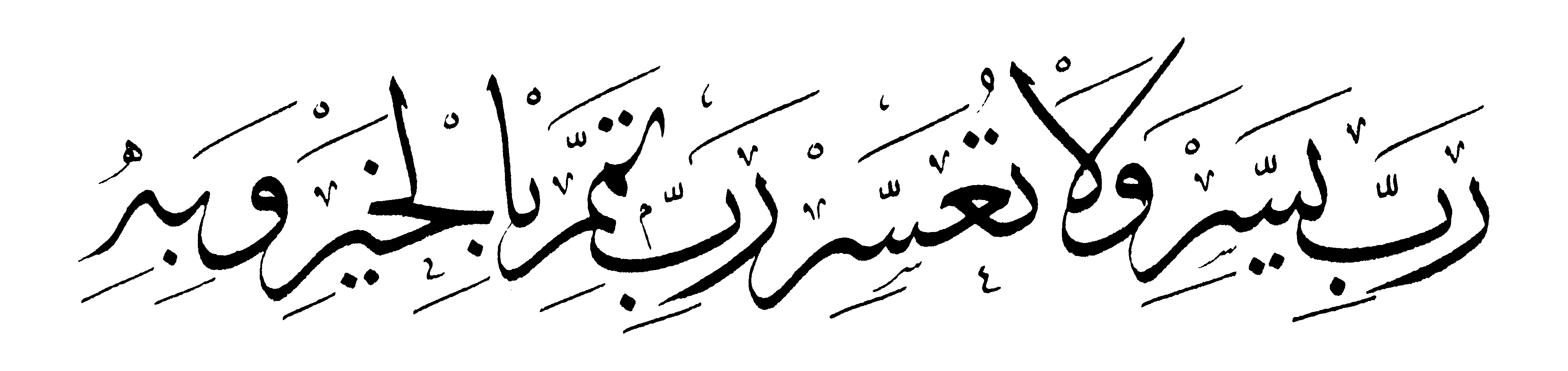
خط ثلث محمد عزت افندی ۱۸۴۱–۱۹۰۴ میلادی

الف‌های کشیده و بلند و دوایر نسبتاً کم عمق و باز از خصوصیات این خط است. در خط ثلث کلمات گاهی مجزا و گاه خیلی تو در تو و سوار بر یکدیگر نوشته می‌شوند که به این علت گاهی خوانایی آن کم می‌شود. این خط از لحاظ ظاهری بی شباهت به خط محقق نیست با این تفاوت که در این خط برخلاف محقق دور حروف بیشتر و اندازه آن‌ها کوچکتر است. در ثلث، حروف و کلمات، درشت ولی جمع و جورتر از محقق بوده و حلقه‌ها و گره‌ها باز و در برخی موارد بسته می‌گردند. این خط با وجود برخی شباهت‌ها با خطوط محقق و نسخ و توقیع، در مفردات و مرکّبات، با آن‌ها تفاوت‌هایی دارد از جمله در طول الف، قطّ قلم، دور و سطح، فتح و طمس، مدّات (کششها) و نحوه پیوستگی و ارتباط کلمات با یکدیگر.
ثلث از خطوط مستدیر (دارای حرکت منحنی) و از لحاظ قواعد و اصول، از دشوارترین و کامل‌ترین و زیباترین خطوط اسلامی است. ریتمی که در اثر تکرار ضربه‌های عمودی و بلند حروف در این خط ایجاد می‌شود القاء‌کننده قدرت عظمت و بزرگی است. انتهای حروف، منتهی به دنباله‌ها و رشته‌های باریک و نازکی (تشمیرات) است که به شکل پیچیده یا رها شده (ارسال)، یا به صورت قوس‌ها و دایره‌های گود هستند. نسبت دور یا حرکت‌های منحنی به سطح یا حرکت‌های مستقیم (تقویر و بسط)، دو به یک و نسبت قَـطِّ (برش مورب) قلم به منظور ایجاد تشمیرات، در حد تحریف و میل کامل است (قطّ محرف = بین ۳۵ یا ۴۵ درجه)، هرچند برخی، قطّ آن را متوسط (بین ۱۵ تا ۲۵ درجه) دانسته‌اند.
تزئینات و حروف خفیفه، به منظور یکنواخت کردن خط و زمینه، برقراری نسبت میان سیاهی خط و سفیدی داخل حلقه‌های حروف (تعادل سواد و بیاض) و آراستن حروف و کلمات به نحو بارزی به کار می‌روند. برای گذاشتن اعراب، از قلمی ظریف‌تر (قلم حرکت)، که اندازه آن ۱/۳ یا ۱/۴ قلم ثلث است استفاده می‌شود؛ با این حال برای گذاشتن فتحه و گاه ضمه و تنوین، قلم اصلی به کار می‌رود.

## وجه تسمیه
دربارهٔ به‌کار رفتن نام «ثلث» به معنی «یک سوم» برای این روش از خوشنویسی، دلایل گوناگونی آورده‌اند. یکی از دلایل ذکر شده داشتن ۱/۳ سطح (خطوط مستقیم) و ۲/۳ دور (خطوط منحنی) در شکل حروف و کلمات آن است. و برخی معتقدند این نامگذاری برای آن بوده که اندازه سرقلمِ ثلث، یک سوم اندازه قلم طومار است. قلم درشت طومار که مخصوص نوشتن طومارها و نامه‌ها بود به نوعی قلم معیار به‌شمار می‌آمد. بر اساس نظری دیگر، این نامگذاری به سبب ارتباط میان خط ثلث با نسخ یا محقق است، با این توضیح که پیش‌نیاز تبحر یافتن در نوشتن خط ثلث، تسلط بر نسخ یا محقق و در واقع تسلط بر دست کم دو خط از خطوط ششگانه (= یک سوم) است.
به خط ثلث، «ام‌الخطوط» یا «مادر خطوط» لقب داده‌اند چرا که به نظر می‌رسد بسیاری از خطوط دیگر از این خط منشعب شده باشند. از طرفی می‌تواند در ارتباط با آیة ۱۱ سوره نساء «فَلِاُمِّهِ الثُّلُث»، بوده‌است. اما باید این نظرها را که کمتر رهیافتی تاریخی به هنر داشته‌اند، با احتیاط تلقی کرد.

## کاربرد

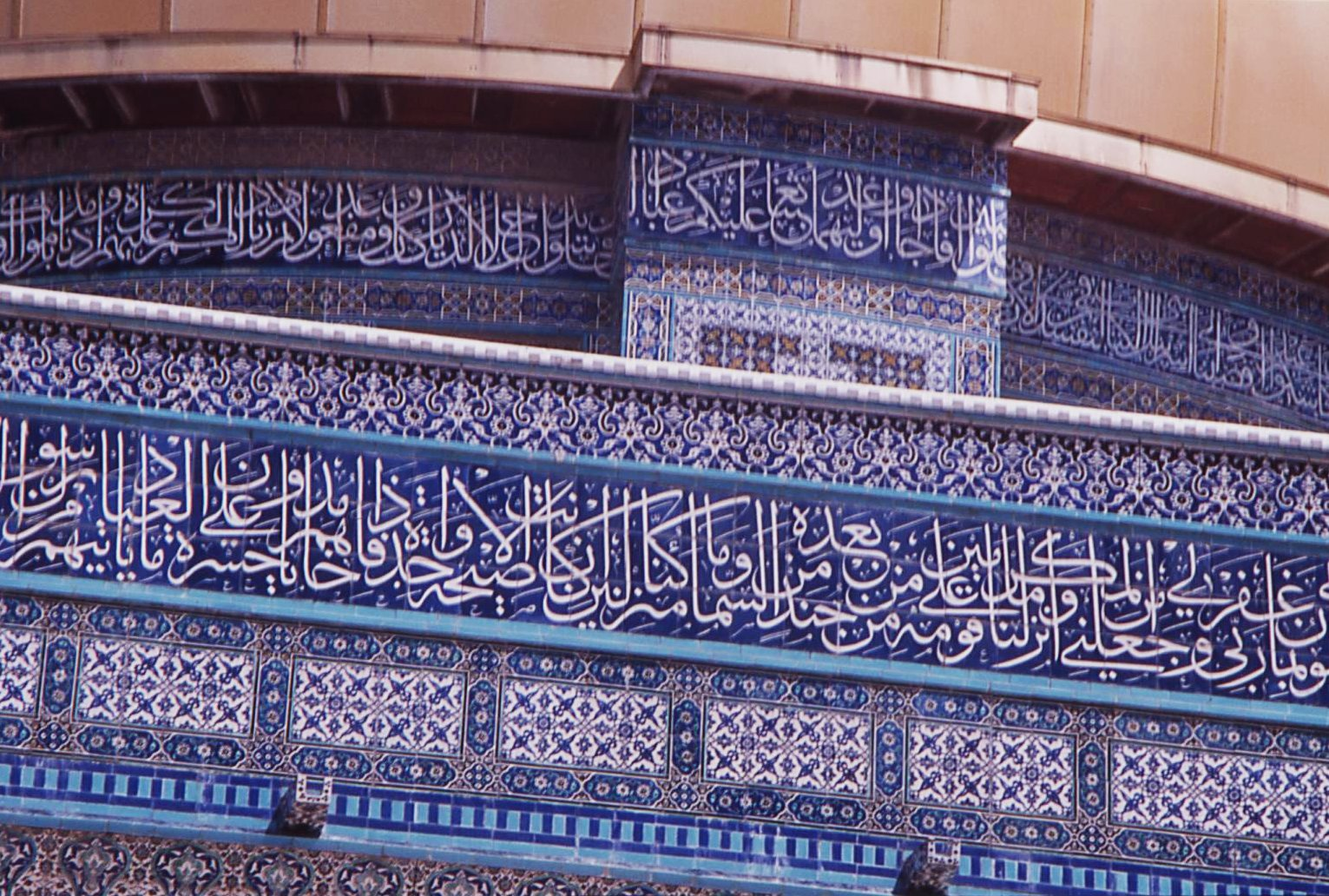
کتیبه‌های ثلث در قبه الصخره، بیت‌المقدس ، فلسطین

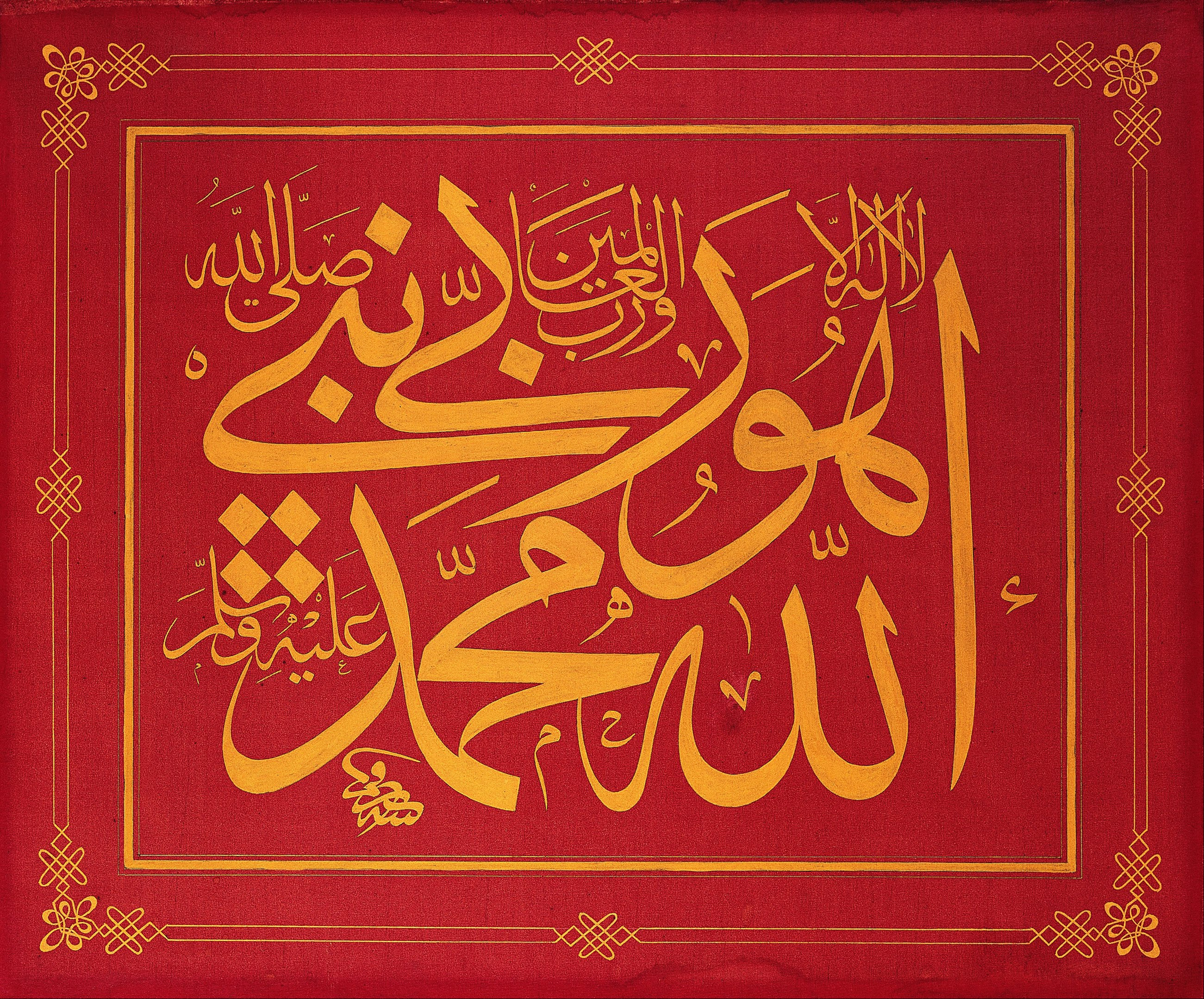
اثر خوشنویسی به خط ثلث، اثر مصطفی راقم، خطاط اهل عثمانی به حوالی ۱۸۰۰ میلادی. متن اثر به زبان عربی و به این شرح است: «لا إلَهَ إلّا الله هُوَ رَبِّي وَ رَبُّ العَالَمينَ مُحَمَّدٌ نَبّيٌ صَلَّی اللهُ عَلَيهِ وَ سَلَّمَ».

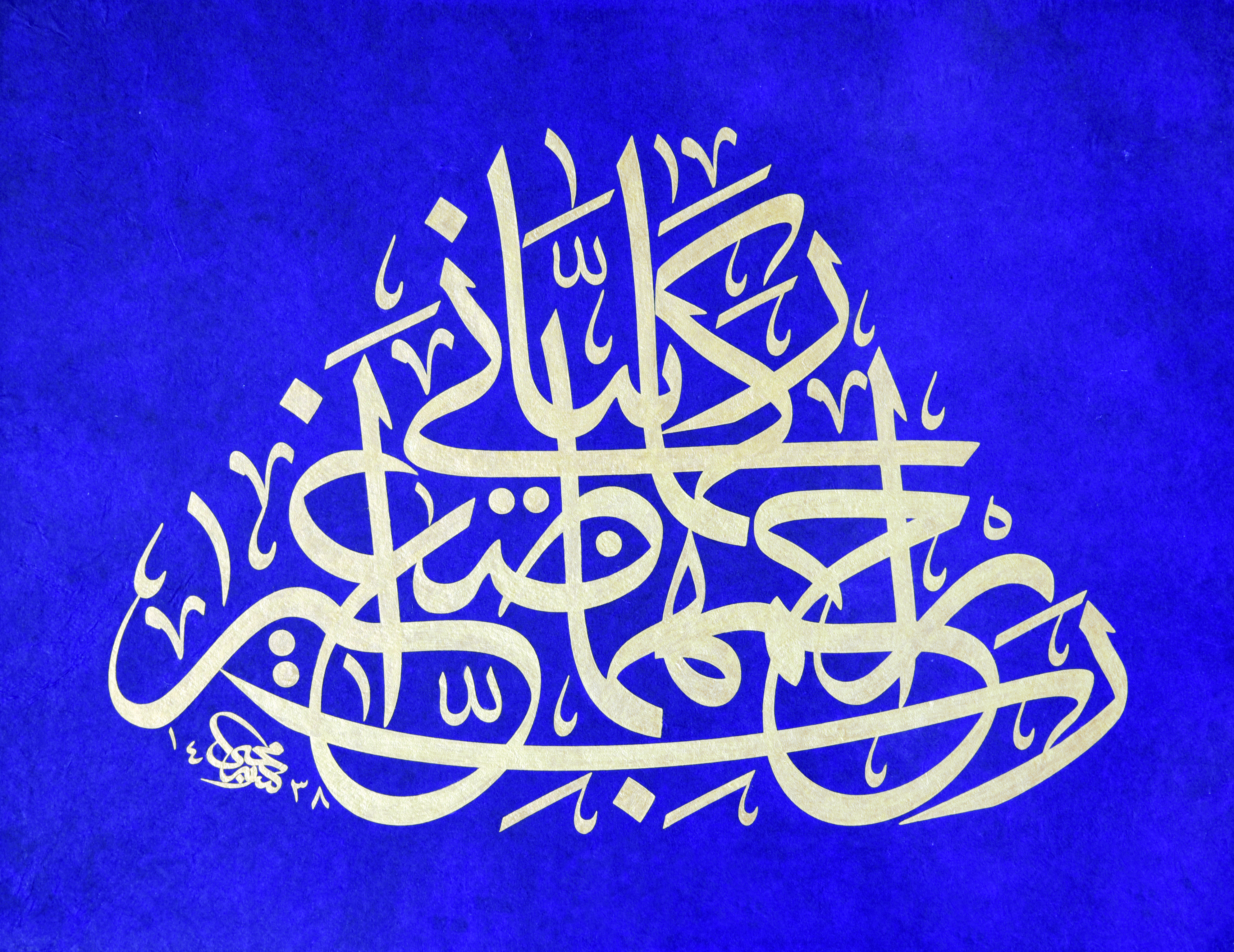
اثر علیرضا محبی شیخلری

خط ثلث با امکان ایجاد ترکیب‌هایی زیبا و موقر بیشتر در کتیبه‌های تزئینی کتاب‌ها و بناهای مختلف مذهبی و گاه غیر مذهبی به‌کار رفته‌است.
در گذشته برای نوشتن قطعات، پشت جلد، عناوین، سرلوحه‌ها و تقسیمات کتاب‌ها، الواح سردر خانه‌ها و مغازه‌ها، کتابت قرآن‌های جامع، حکاکی سنگ‌ها و مهرهای قیمتی و نشان‌ها از خط ثلث استفاده می‌شد. اما عمده‌ترین و مهم‌ترین کاربرد این خط کتیبه‌نویسی محراب‌ها، قبه‌ها و سر در ورودی مساجد، توأم با طرح‌های اسلیمی و ختایی است که رواج آن، به سبب هماهنگی خط ثلث با طرح‌ها و رنگ‌ها و کاشی کاری مساجد است. از این رو، همواره جمع کثیری از ثلث‌نویسان در زمرهٔ کتیبه‌نویسان نیز بوده‌اند.
امروزه نیز در کنار کاربرد تزئینی مهم‌ترین کاربرد خط ثلث در کتیبه‌نویسی است. خط ثلث دارای بار مذهبی نیرومندی است از این رو در دورهٔ پس از انقلاب اسلامی در آثار گرافیکی برای نوشتن آیات قرآن و ادعیه به‌کار رفته‌است. همچنین در عناوین برخی مجله‌ها پشت جلد کتاب و طرح تمبر و مانند آن‌ها نیز دیده می‌شود.

## استادان برجسته
مهم‌ترین نوآوران ثلث، پس از یاقوت مستعصمی، عبداللّه صیرفی (درگذشتهٔ ۷۴۲)، بایسنغر میرزا (درگذشتهٔ ۸۳۷)، عبداللّه طبّاخِ هروی (درگذشتهٔ ۸۶۲ یا ۸۸۵) و ملاعلاءبیگ (سده دهم هجری) بودند که موجب رونق و تکامل و گسترش بیش از پیش ثلث تا اواخر سده دهم شدند. شیوه عبداللّه صیرفی را شاگردش خیرالدین مرعشی (درگذشتهٔ ۸۷۶) به قلمرو عثمانی بُرد و شاگرد برجسته‌ای چون حمداللّه آماسی (درگذشتهٔ ۹۲۶) را پرورش داد. احمد قره حصاری (درگذشتهٔ ۹۶۳)، دیگر ثلث‌نویس برجسته عثمانی، که بعدها شیوه جدیدی در ثلث ابداع کرد، نیز پرورش یافته اسداللّه کرمانی (درگذشتهٔ ۸۹۲) است.
همچنین می‌توان از استادان صاحب‌نامی چون عمر اقطع (سده هشتم هجری)، سلطان ابراهیم میرزا تیموری (۷۹۶–۸۳۸ه‍. ق)، عبدالحی خلوتی (اواخر نهم اوایل دهم)، عبدالباقی تبریزی (سده یازدهم) نام برد.
از ثلث‌نویسان و کتیبه‌نگاران برجستهٔ ایرانی در دوران معاصر، احمد نجفی زنجانی (درگذشتهٔ ۱۳۶۱ ش)، عبدالحمید ملک الکلامی (درگذشتهٔ ۱۳۲۸ ش)، محمدعلی غروی کاتب (زادهٔ ۱۲۸۸ ش)، حبیب‌اللّه فضائلی (درگذشتهٔ ۱۳۷۶ ش)، علیرضا محبی شیخلری، مسعود فاضلی مقدم، محمد موحد حسینی، احمد عبدالرضائی، سید مرتضی نجومی، عباس مصباح زاده، محمدرضا قنبری و عبدالصمد حاج صمدی و محمد نعمتی (زادهٔ ۱۳۲۳ ش) هستند.
برخی از ثلث‌نویسان و کتیبه‌نویسان برجستهٔ سایر کشورهای اسلامی از این قرارند:
- عثمانی (ترکیه): حمداللّه آماسی (درگذشتهٔ ۹۲۶)، احمد قره حصاری (درگذشتهٔ ۹۶۳)، حسن چلبی (درگذشتهٔ ۱۰۰۲)، حافظ عثمان (درگذشتهٔ ۱۱۱۰)، مصطفی راقم (درگذشتهٔ ۱۲۴۱)، اسماعیل زهدی (قرن دوازدهم)، محمود جلال‌الدین (درگذشتهٔ ۱۲۴۵)، مصطفی عزّت (درگذشتهٔ ۱۲۹۳)، محمد شفیق بک (درگذشتهٔ ۱۲۹۷)، راسم افندی (درگذشتهٔ ۱۳۰۲)، سامی افندی (درگذشتهٔ ۱۳۱۳)، احمد کامل (درگذشتهٔ ۱۳۶۰)، اسماعیل حقی (درگذشتهٔ ۱۳۶۵)، محمود یازَر (درگذشتهٔ ۱۳۷۲)، مصطفی حلیم (درگذشتهٔ ۱۳۴۳ ش /۱۹۶۴ م)، حامد آمدی (درگذشتهٔ ۱۴۰۳).
- سوریه و لبنان: ابراهیم الرفاعی (درگذشتهٔ ۱۴۰۳)، کامل البابا (درگذشتهٔ ۱۴۱۲)، نسیب مکارم.
- مصر: محمد مونس (درگذشتهٔ ۱۳۱۸)، محمدعلی مکاوی، محمد حُسْنی، محمود شحات، علی بدوی (درگذشتهٔ ۱۳۵۳)، سید ابراهیم (درگذشتهٔ ۱۴۱۴/ ۱۹۹۴ م)، نجیب هواوینی.
- عراق: هاشم محمد بغدادی (درگذشتهٔ ۱۳۵۲ ش /۱۹۷۳ م)، محمد صبری هلالی (درگذشتهٔ ۱۳۷۲)، عبدالغنی عبدالعزیز، مهدی جبوری.
- افغانستان: سید محمد ایشان الحسینی افغانی، سید محمد داؤد الحسینی، سید محمد سعید حسینی، سید حمایت الله حسینی، سید محمد صدیق حسینی، عزیزالدین وکیلی فوفَلْزایی، اعظمی، بهنسی، رادو، میر علی عطار هروی